# Thiesi
Thiesi là một đô thị (comune) ở tỉnh Sassari, vùng Sardinia của Ý. Đô thị Thiesi có diện tích  km², dân số thời điểm 31 tháng 5 năm 2005 là người.
Thiesi có diện tích 63,83  km², dân số theo ước tính năm 2005 của Viện thống kê quốc gia Ý là 3165 người. 
Các đơn vị dân cư:
Đô thị Thiesi giáp với các đô thị: